# Myloplus sauron
Myloplus sauron este o specie de pește care aparține genului Myloplus, familia Serrasalmidae. Acest pește a fost descoperit în Brazilia, în bazinul Xingu, și descris în anul 2024. 

## Nomenclatură
Numele specific, sauron, face referire la personajul din Stăpânul inelelor a lui J.R.R. Tolkien și se datorează formei eliptice a corpului și a dungii verticale mediane negre, ceea ce îl face similar ochiului.